# Parahybos incertus
Parahybos incertus är en tvåvingeart som beskrevs av Mario Bezzi 1912. Parahybos incertus ingår i släktet Parahybos och familjen puckeldansflugor.
Artens utbredningsområde är Taiwan. Inga underarter finns listade i Catalogue of Life.